# Halm
För andra betydelser, se Halm (olika betydelser).

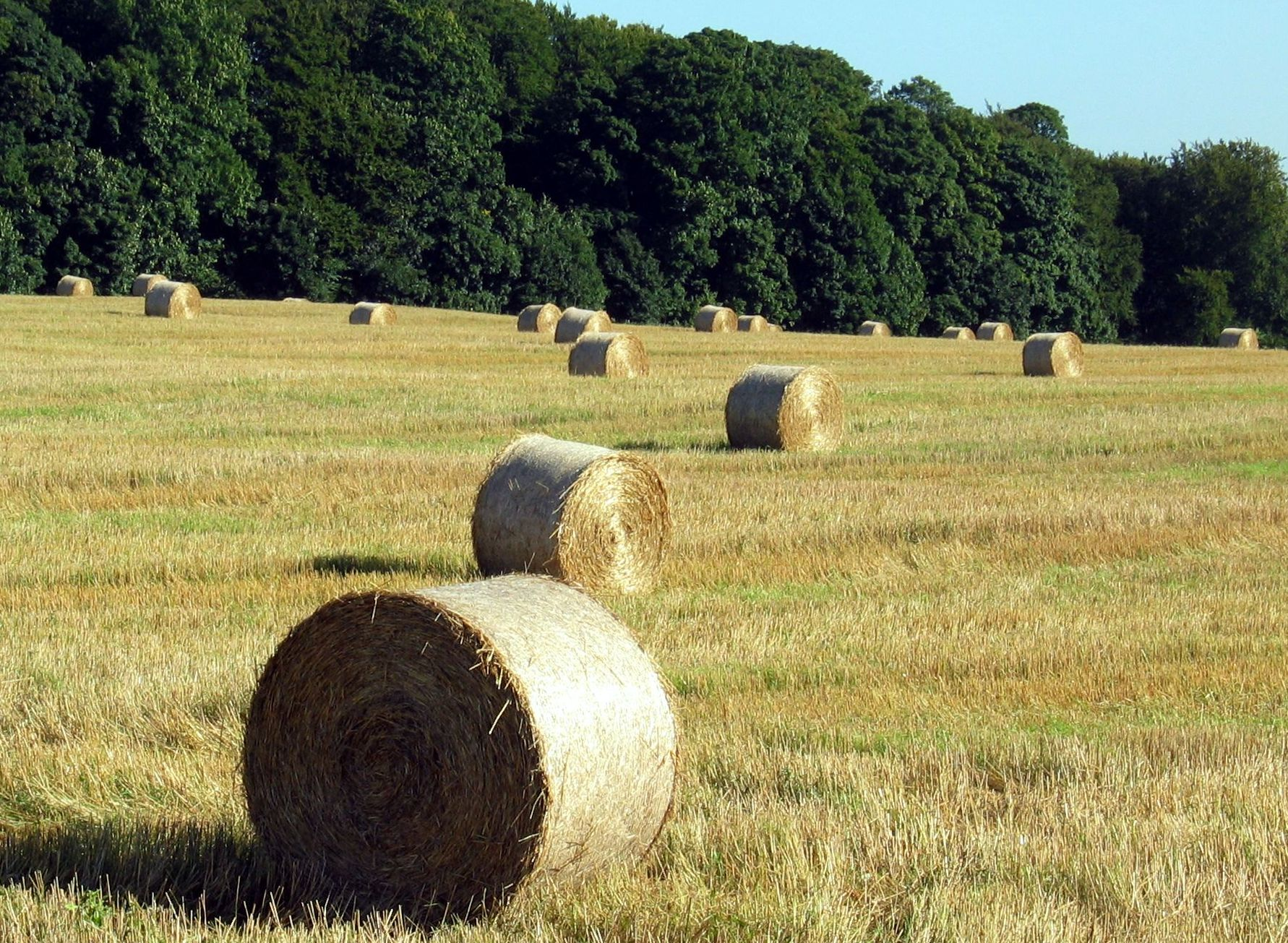
Rundbalar av hårdpressad halm.

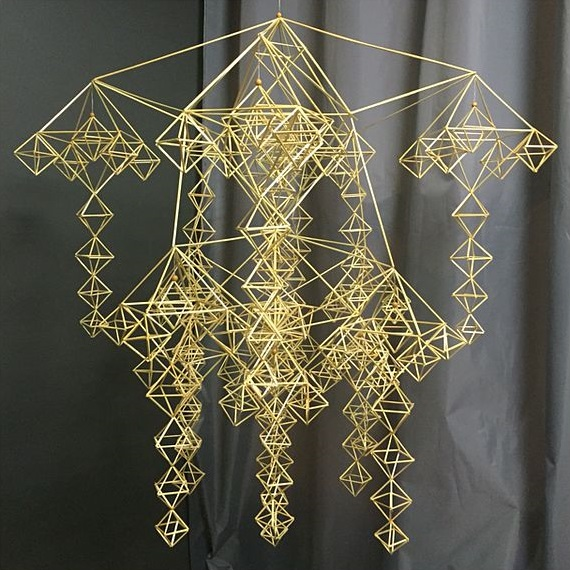
Lettisk himmeli (puzuris)

Halm är den torkade stammen och bladen från örtartade växter efter skörd, det vill säga när fröna avlägsnats. Det rör sig oftast om halm av stråsäd, men även gräsfröhalm från odling av vallväxtfrö, rapshalm och ärthalm förekommer. Halm är en biprodukt som används till många olika ändamål inom jordbruk och tillverkning. Vid skörd torkas halmen och kan sedan packas till balar i en balpress.

## Användning
Halm används framförallt som strö (stoff för urinabsorption) till djur, bland annat nötkreatur, hästar, får och smådjur som tex kaniner. Den används också som foder, men innehåller mindre näring än hö. Innan den används på detta sätt brukar den hackas i småbitar, hackelse, i ett hackelseverk. 
Tidigare användes halm som bäddmaterial och stoppning i madrasser (sänghalm). Halm har också använts som skohö, det vill säga som isolering i vinterskor. På vintern sätts traditionellt halmkärvar ut till fåglarna, och julbocken och andra typer av pynt tillverkas av halm till julen.
Av råghalm tillverkas halmhattar, och i Skandinavien används halm, särskilt råghalm, sedan århundraden som taktäckningsmaterial. Råghalm är längre än halm från övriga sädesslag och är därtill mer motståndskraftig mot röta.